# Juncaginaceae
Juncaginaceae é uma família de plantas pertencente à ordem Alismatales. São ervas aquáticas, anuais ou perenes, não laticíferas, hermafroditas com caules rizomatosos. Possuem folhas basais, lineares, sésseis, invaginantes na base e escamas intravaginais presentes.

Atualmente possui quatro gêneros, sendo que anteriormente o gênero Maundia estava  dentro da família Juncaginaceae, posteriormente sendo retirado no APG IV (2016) .

## Morfologia
As plantas da família Juncaginaceae são caracterizadas como ervas aquáticas, com  ciclo de vida anual ou perene. São hermafroditas, monoicas ou dioicas. Apresentam folhas simples, com filotaxia do tipo alterna dística, ou seja, as folhas estão inseridas em nós ao longo do ramo, em um único plano. Lígula frequentemente presente no ápice da bainha. Possui caule do tipo rizoma, subterrâneo, cilíndrico e curto. Sua inflorescência se dá em formato de espiga ou racemo, também chamado de cacho.
Apresenta flores uni ou bissexuais, pequenas, anemófilas (polinizadas pelo vento) e em sua maioria actinomorfas, ou seja, com simetria radial. No entanto, também podem ser zigomorfas, com simetria bilateral. Tépalas (0-)1-6, organizadas em 1 ou 2 séries, quando em 1 série, com 1 tépala adnata à antera, quando em 2 séries, cada série com 3 tépalas livres. Ovário súpero, 1-2-4 locular, 1-6 carpelar, geralmente uniovulado.
Seus carpelos são livres ou conados, com placentação basal (óvulo na base do ovário). Os estiletes podem ser curtos, longos, filiformes ou ausentes; estigmas papilosos ou fimbriados, estames epipétalos férteis ou abortivos, 1, 4 ou 6, sésseis ou subsésseis, anteras rimosas, basifixas, sésseis ou subsésseis, adnatas à base das tépalas, gineceu apocárpico 1, 3 ou 6-carpelar.  Seu fruto pode ser do tipo folículo, aquênio ou núcula, com semente solitária, linear ou ovoide, sem a presença de endosperma.

## Diversidade taxonômica
Triglochin
Lilaea
Cycnogeton
Tetroncium
Anteriormente, o gênero Maundia estava contido na família Juncaginaceae, colocado pelo APG II(publicado em 2003). Durante o APG III (2009), sugeriu-se a necessidade da divisão de Maundia em sua própria família monogenérica, Maundiaceae, por conta de sua relação não exclusiva com Juncaginaceae. posteriormente a criação dessa família monogenérica ocorreu no APG IV (2016), deixando apenas quatro gêneros em Juncaginaceae:Triglochin ,Cycnogeton, Tetroncium e Lilaea.
Triglochin é um gênero descrito por Carl Linnaeus em 1753, possuindo vasta distribuição em todos os continentes exceto Antártida.
Cycnogeton é um gênero primeiramente descrito como gênero em 1838, sendo nativo da Austrália e Nova Guiné.
Tetroncium, originalmente descrito em 1808, contém apenas uma espécie conhecida, Tetroncium magellanicum.Esta planta recebeu o termo ”magellanicum” pois em sua descrição original foi apresentada uma amostra identificada próxima ao Estreito de Magalhães .
Possuindo apenas uma espécie(Lilaea scilloides), a taxonomia do gênero Lilaea está em debate, sendo que alguns autores atribuem o gênero a uma família própria denominada Lilaeaceae.
- Juncaginaceae
- Lilaea
  - Lilaea scilloides
- Cycnogeton
  - Cycnogeton dubium  
  - Cycnogeton multifructum  
  - Cycnogeton procerum  
  - Cycnogeton rheophilum
- Tetroncium
  - Tetroncium magellanicum
- Triglochin  
  - Triglochin barrelieri  
  - Triglochin buchenaui  
  - Triglochin bulbosa  
    - Triglochin bulbosa subsp. bulbosa  
    - Triglochin bulbosa subsp. calcicola  
    - Triglochin bulbosa subsp. quarcicola  

  - Triglochin cf. bulbosa  
  - Triglochin calcitrapa  
  - Triglochin centrocarpa  
  - Triglochin compacta  
  - Triglochin concinna  
    - Triglochin concinna var. debilis  

  - Triglochin elongata  
  - Triglochin gaspensis  
  - Triglochin hexagona  
  - Triglochin laxiflora  
  - Triglochin maritima  
    - Triglochin maritima subsp. asiatica  

  - Triglochin milnei  
  - Triglochin palustris  
  - Triglochin scilloides
  - Triglochin striata

## Relações filogenéticas
Juncaginaceae é uma família pertencente ao reino Chlorobionta, divisão Chlorophyta, classe Embryopsida, subclasse Magnoliidae.
Esta família está contida na ordem das Alismatales, totalizando 14 famílias:  Alismataceae, Aponogetonaceae, Araceae, Butomaceae,Cymodoceaceae, Hydrocharitaceae, Juncaginaceae, Maundiaceae, Posidoniaceae, Potamogetonaceae, Ruppiaceae, Scheuchzeriaceae, Tofieldiaceae, Zosteraceae.

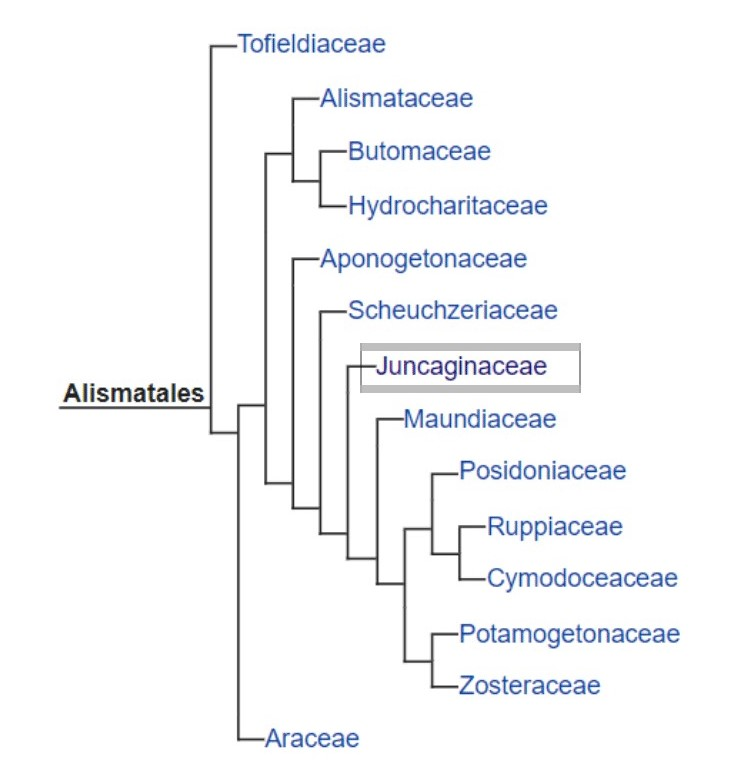
Cladograma de Alismatales

## Listas de espécies brasileiras
- Triglochin striata

Pertencendo ao gênero Triglochin, a espécie Triglochin striata é caracterizada por ervas com altura variando entre 18 e 32 cm, ápice agudo, venação paralelinérvea. Seus pedicelos variam  de 1,5 mm a 2 mm. Flores esverdeadas, sem a presença de brácteas. Ovário 6-carpelar, 3 férteis alternando com 3 estéreis; estigmas fimbriados. Fruto subgloboso e semente ovoide.
- Lilaea scilloides

Lilaea scilloides é uma espécie classificada dentro do gênero Lilaea. No entanto, não há um consenso sobre a taxonomia desse grupo de plantas, com alguns autores a classificando dentro de uma família própria chamada Lilaeaceae. É uma espécie nativa das Américas, também podendo ser encontrada como uma espécie introduzida em outros lugares, como a Austrália. 

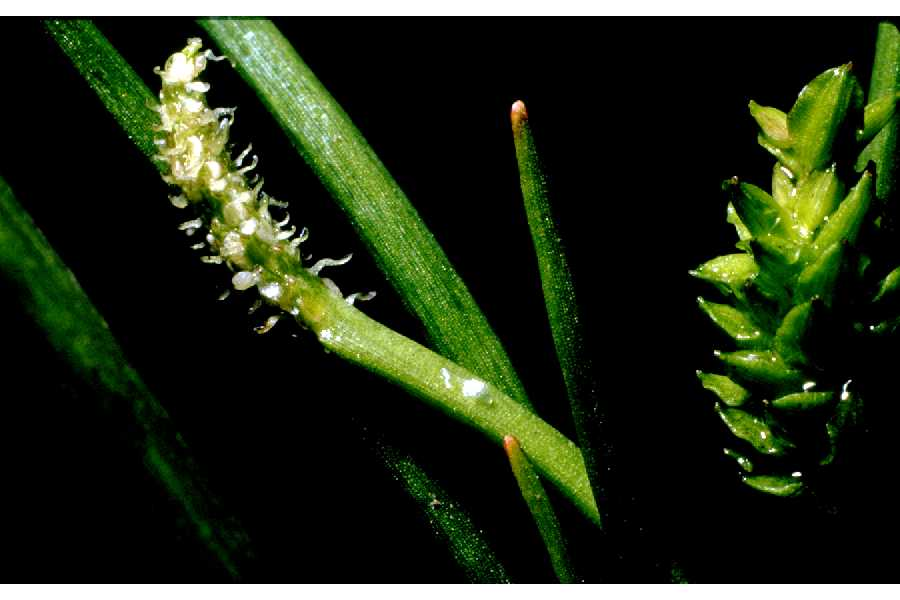
Lilaea scilloides

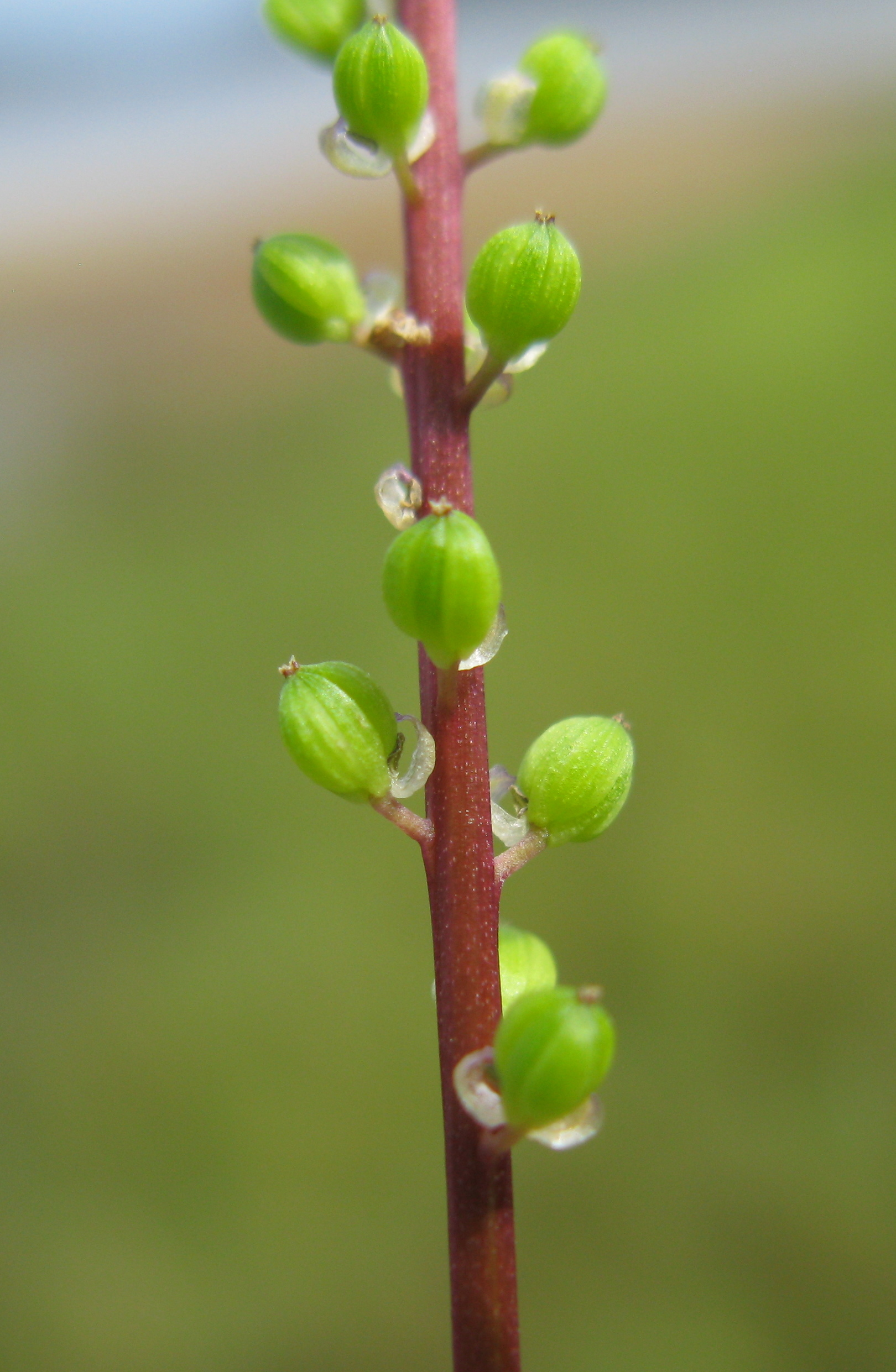
Triglochin striata

## Domínios e estados de ocorrência no Brasil
No Brasil há ocorrência de dois gêneros e duas espécies, distribuídos pelo Sul, sudeste e centro-oeste do país.
A espécie Triglochin striata tem sua ocorrência no Mato Grosso do Sul, Mato Grosso, Rio de Janeiro, São Paulo, Paraná, Santa Catarina, Rio Grande do Sul, sendo restrita às restingas, associada à Cyperaceae.
Há também a ocorrência de indivíduos da espécie Lilaea scilloides, do gênero Lilaea, entretanto não é endêmica do Brasil.
A espécie é conhecida somente por uma coleção em território nacional, realizada há mais de 60 anos por B. Rambo, encontrada em campos alagados e associada ao domínio dos Pampas, no Estado do Rio Grande do Sul.

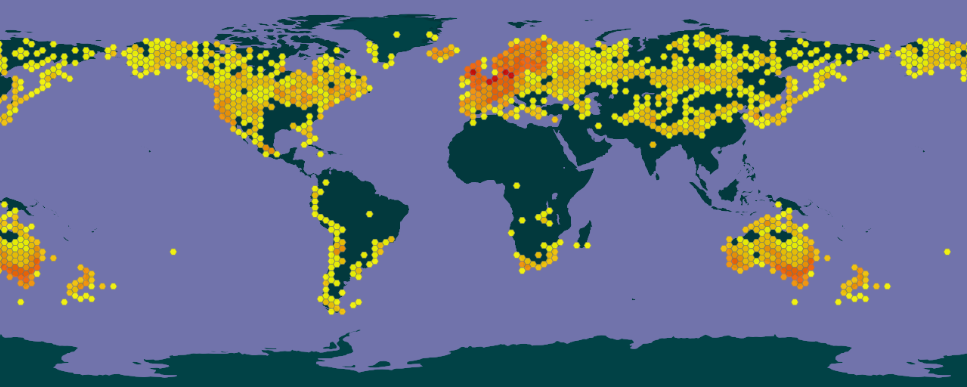
Distribuição geográfica de Juncaginaceae

## Galeria

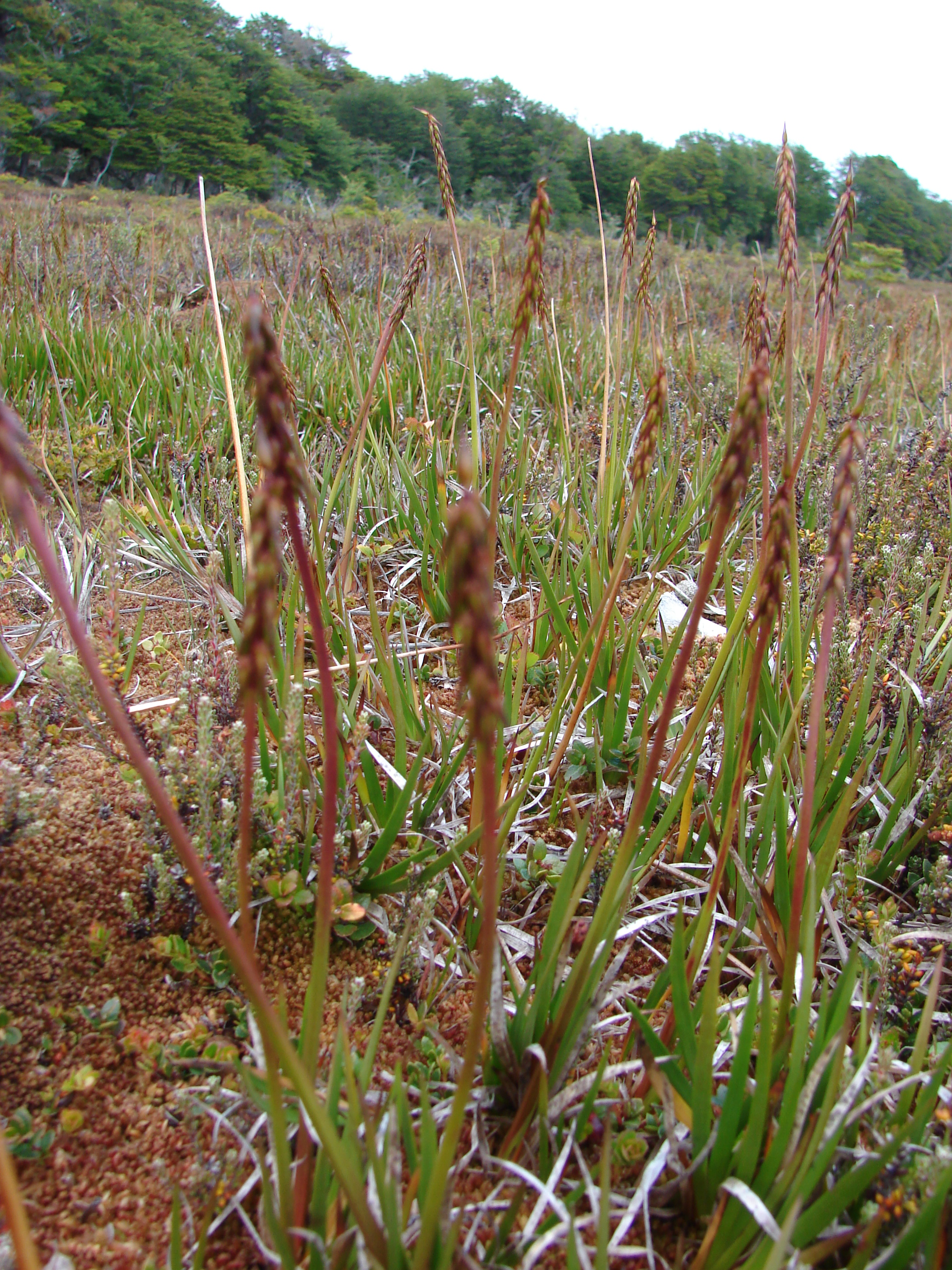
Tetroncium magellanicum.
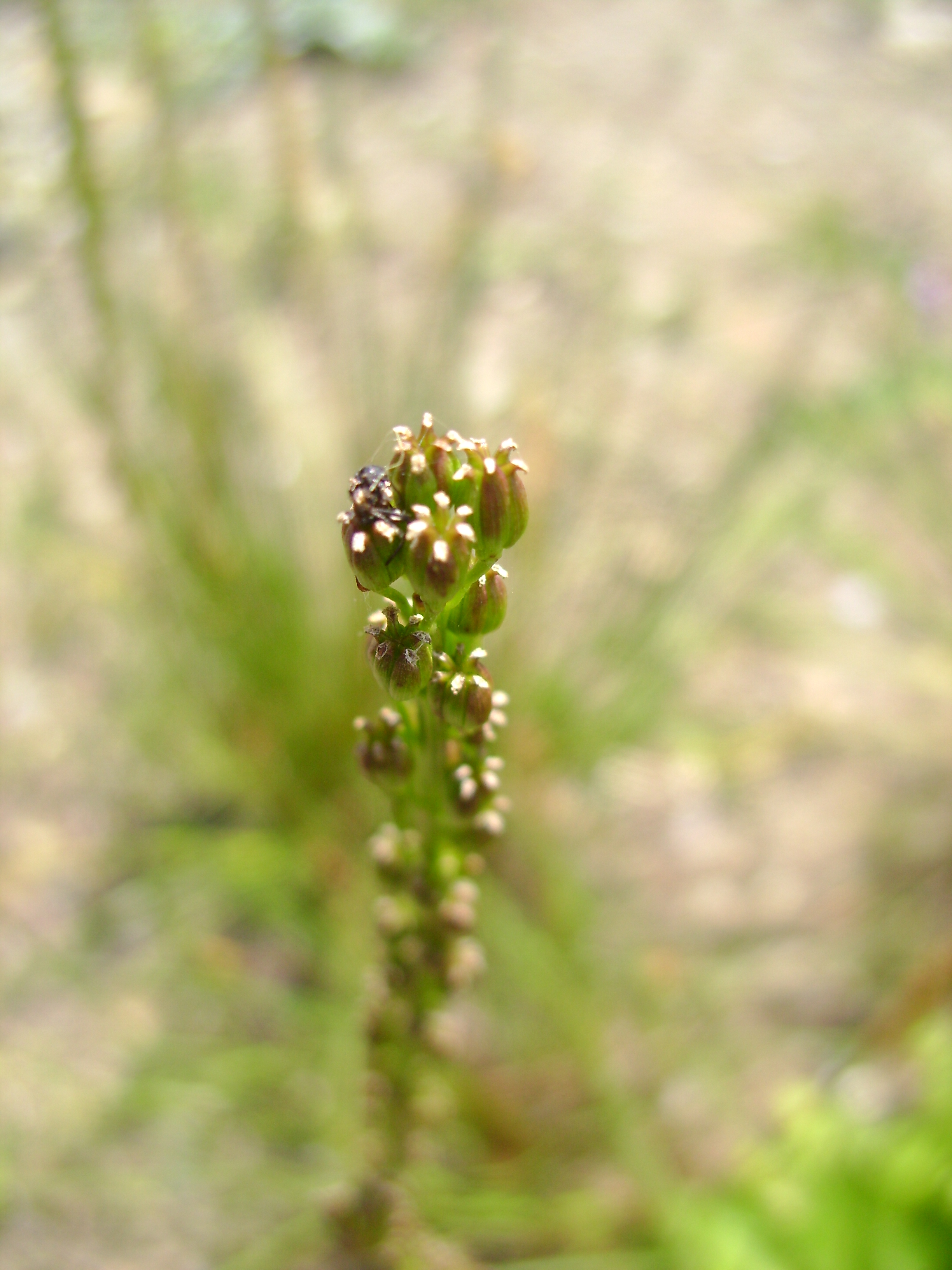
Triglochin maritima.
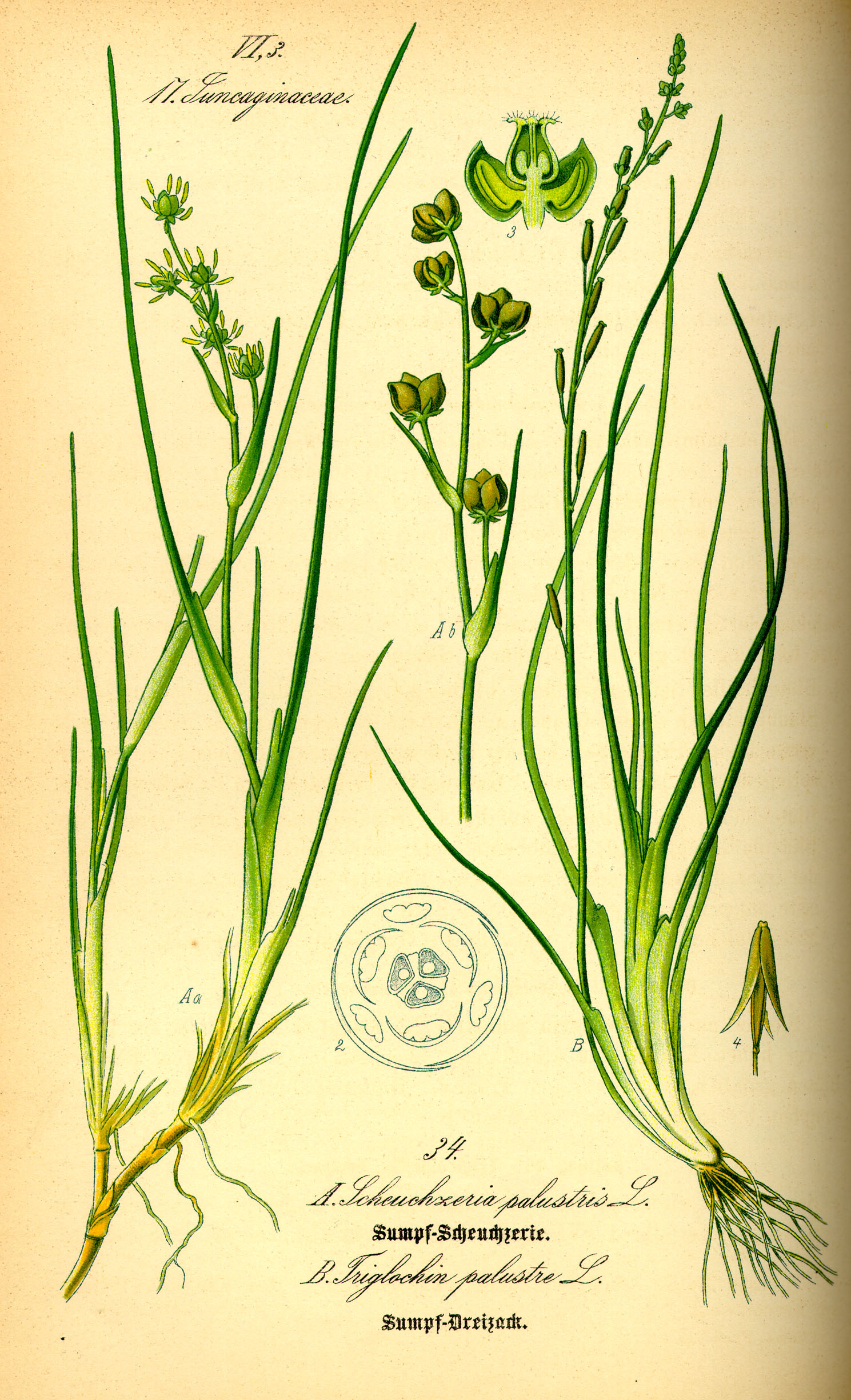
Ilustração de Triglochin palustre.
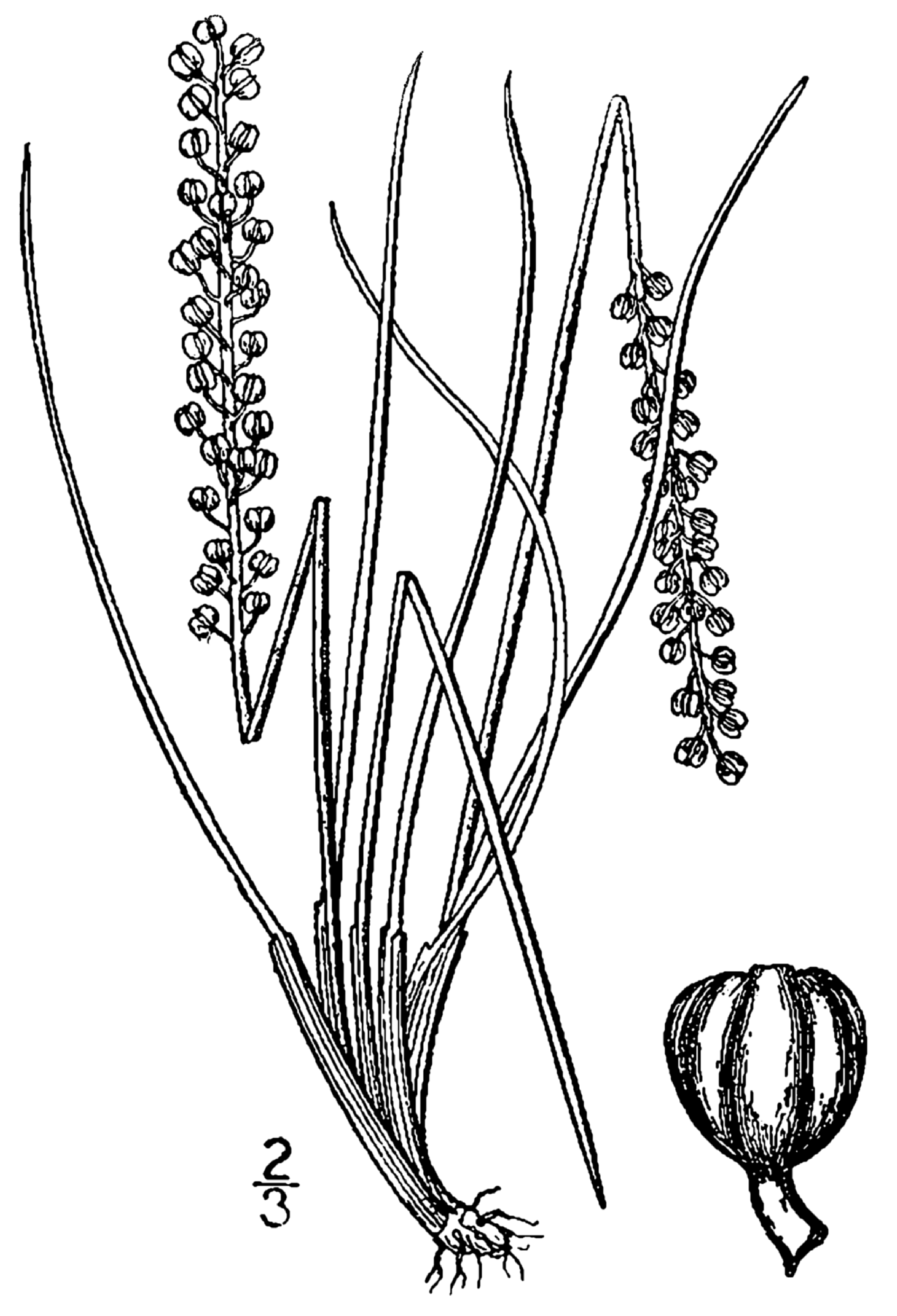
Ilustração de Triglochin striata.
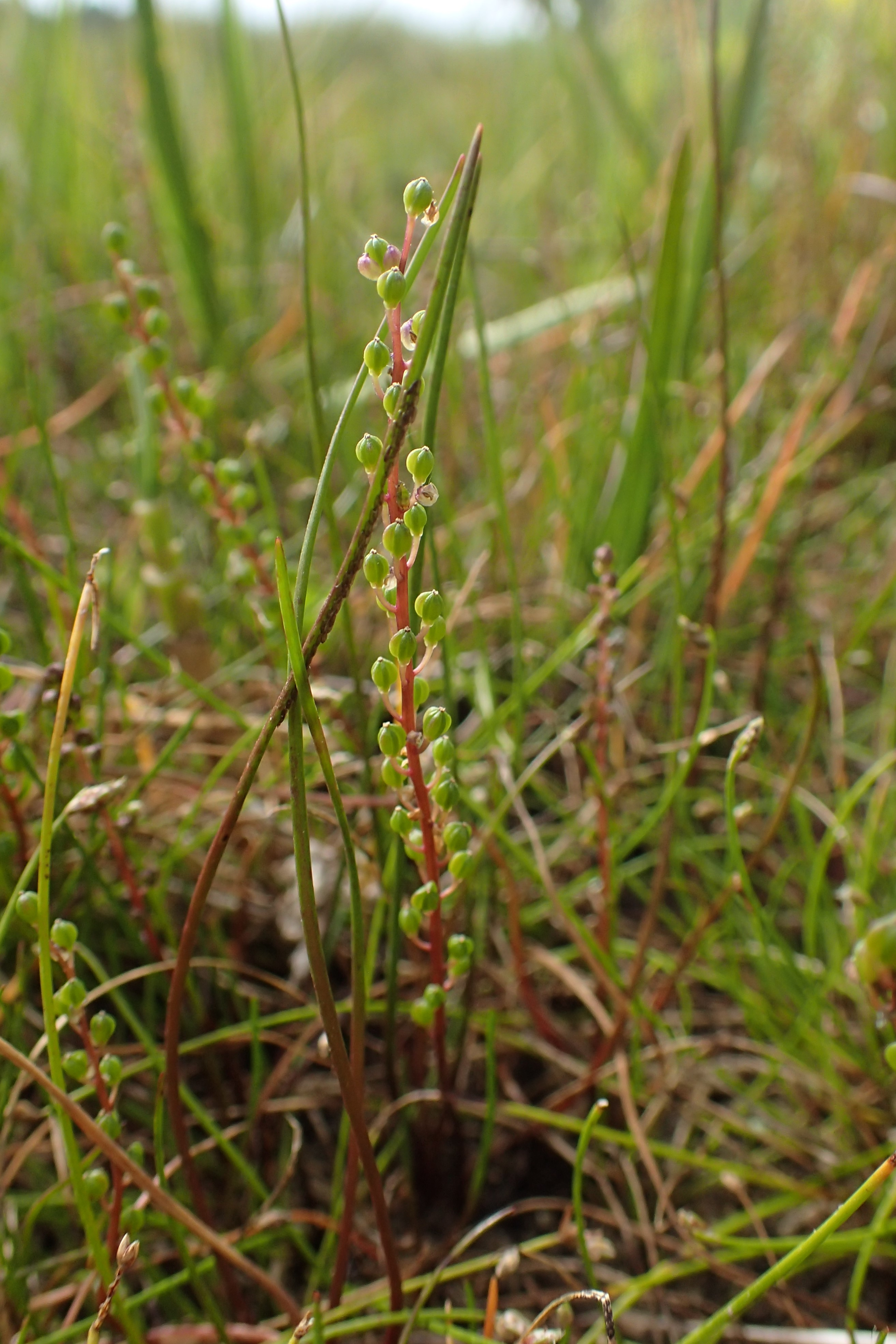
Triglochin striata.
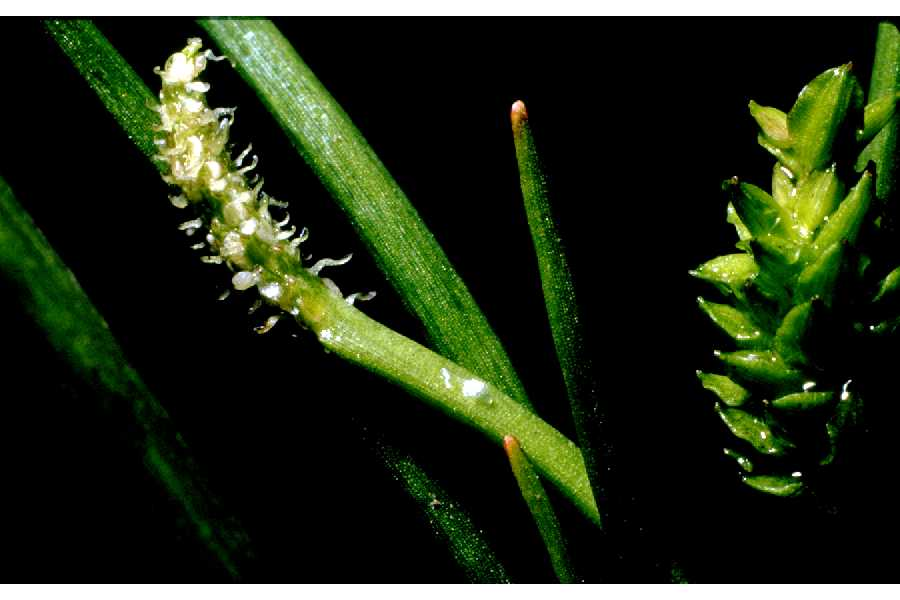
Lilaea scilloides.
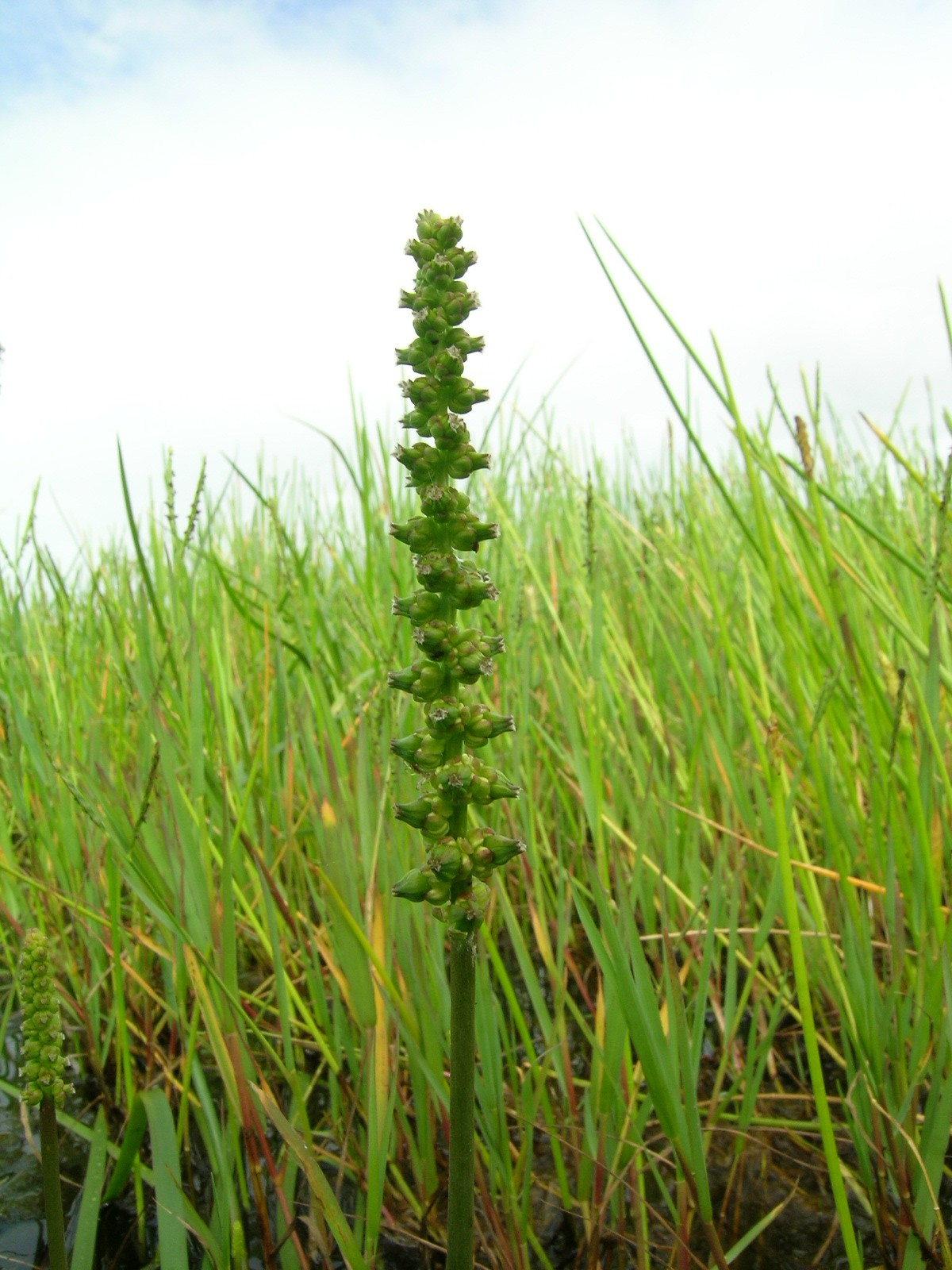
Cycnogeton procerum.
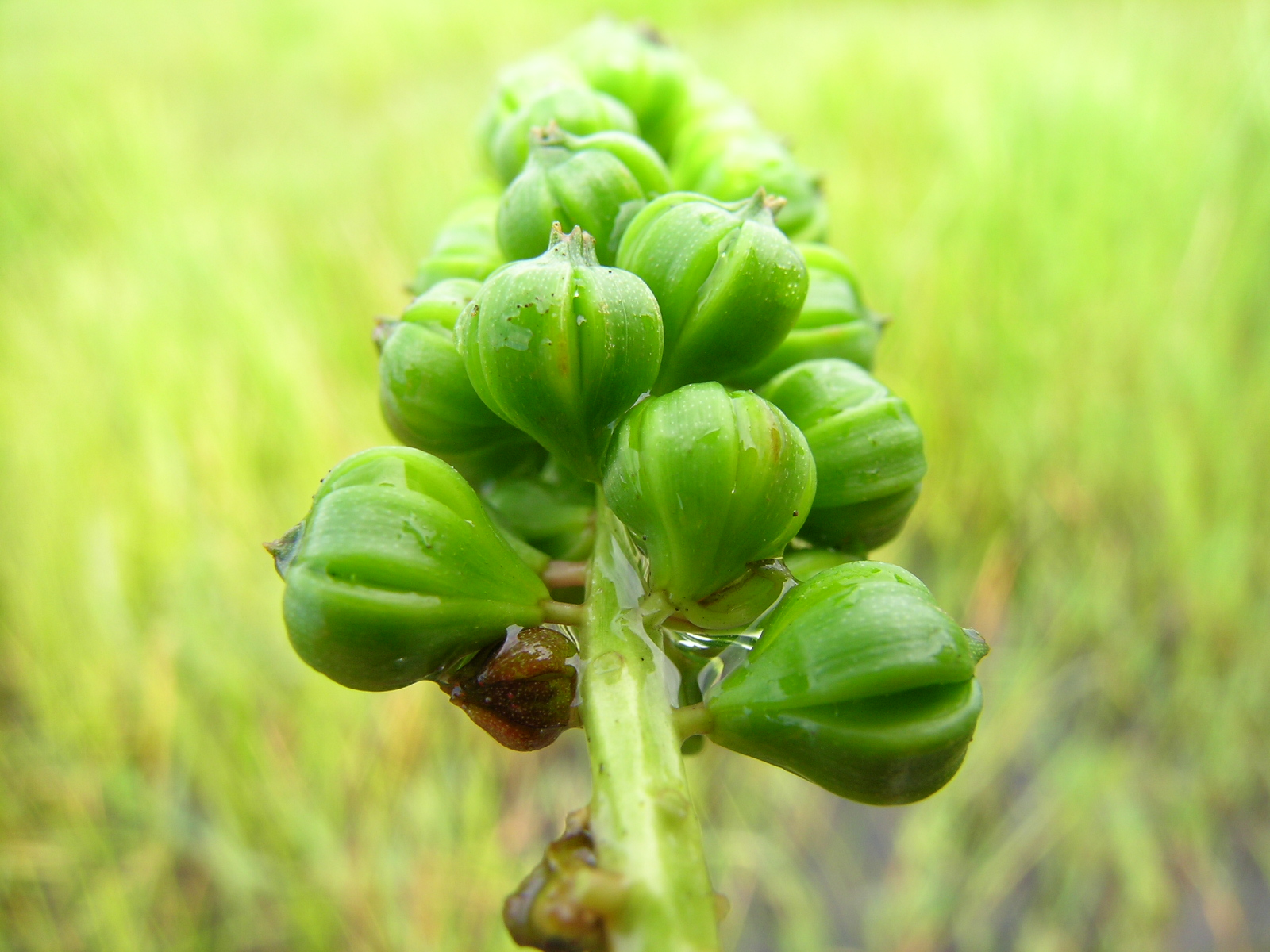
Cycnogeton procerum.